# Amblyomma moyi
Amblyomma moyi är en fästingart som beskrevs av Roberts 1953. Amblyomma moyi ingår i släktet Amblyomma och familjen hårda fästingar. Inga underarter finns listade i Catalogue of Life.